# Championnats d'Europe de duathlon cross
Les championnats d'Europe de duathlon cross sont les championnats d'Europe de duathlon pour la discipline appelée cross duathlon. Ils sont organisés tous les ans depuis 2015 par la Fédération européenne de triathlon (Europe Triathlon). Il se pratique sur différentes distances et consiste à enchainer trois épreuves sportives. Deux épreuves de course à pied entrecoupées d'une épreuve de VTT, les épreuves se déroulent hors route.

## Palmarès

### Hommes
| Année | Médaille d'or       | Temps           | Médaille d'argent        | Temps           | Médaille de bronze      | Temps           |
| ----- | ------------------- | --------------- | ------------------------ | --------------- | ----------------------- | --------------- |
| 2024  | José Ignacio Gálvez | 1 h 28 min 21 s | Fabian Holbach           | 1 h 28 min 31 s | Sébastien Carabin       | 1 h 28 min 57 s |
| 2023  | Thibaut De Smet     | 1 h 27 min 53 s | Sébastien Carabin        | 1 h 28 min 51 s | Alessandro Saravalle    | 1 h 31 min 50 s |
| 2022  | Sébastien Carabin   | 1 h 42 min 47 s | Alessandro Saravalle     | 1 h 46 min 56 s | Nicolas De Smet         | 1 h 27 min 53 s |
| 2021  | Giuseppe Lamastra   | 2 h 11 min 13 s | Alessandro Saravalle     | 2 h 11 min 36 s | Jens Emil Sloth Nielsen | 2 h 11 min 50 s |
| 2019  | Arthur Serrières    | 1 h 37 min 38 s | Andreas Silberbauer      | 1 h 39 min 14 s | Filippo Rinaldi         | 1 h 41 min 40 s |
| 2018  | Tim Van Hemel       | 1 h 32 min 29 s | Camilo Puertas Fernandez | 1 h 20 min 42 s | Andreas Silberbauer     | 1 h 34 min 19 s |
| 2017  | Brice Daubord       | 1 h 32 min 29 s | Pavel Andreev            | 1 h 20 min 57 s | Kris Coddens            | 1 h 34 min 19 s |
| 2016  | Xavier Jové Riart   | 2 h 8 min 0 s   | Joan Freixa Marcelo      | 2 h 9 min 54 s  | Ciprian Balanescu       | 2 h 10 min 6 s  |
| 2015  | Kris Coddens        | 1 h 34 min 18 s | Julen Larrucea Loroño    | 1 h 34 min 31 s | Jesús de la Morena      | 1 h 34 min 45 s |

### Femmes
| Année | Médaille d'or     | Temps           | Médaille d'argent   | Temps           | Médaille de bronze       | Temps           |
| ----- | ----------------- | --------------- | ------------------- | --------------- | ------------------------ | --------------- |
| 2024  | Anna Zehnder      | 1 h 42 min 41 s | Marta Cabello Arias | 1 h 43 min 23 s | Lisa Isebaert            | 1 h 43 min 43 s |
| 2023  | Marta Menditto    | 1 h 49 min 17 s | Anna Zehnder        | 1 h 49 min 33 s | Kristína Lapinová        | 1 h 54 min 1 s  |
| 2022  | Anna-Lena Theisen | 2 h 8 min 1 s   | Morgane Riou        | 2 h 11 min 11 s | Noor Dekker              | 2 h 11 min 12 s |
| 2021  | Morgane Riou      | 2 h 37 min 34 s | Diede Diederiks     | 2 h 37 min 59 s | Daria Rogozina           | 2 h 38 min 15 s |
| 2019  | Morgane Riou      | 1 h 56 min 42 s | Sandra Mairhofer    | 1 h 57 min 59 s | Eleonora Peroncini       | 1 h 59 min 35 s |
| 2018  | Kristína Lapinová | 1 h 36 min 59 s | Daria Rogozina      | 1 h 38 min 1 s  | Sanne Broeksma           | 1 h 38 min 23 s |
| 2017  | Sanne Broeksma    | 1 h 50 min 35 s | Daria Rogozina      | 1 h 50 min 50 s | Kristína Lapinová        | 1 h 51 min 13 s |
| 2016  | Margarita Fullana | 2 h 33 min 43 s | Kristína Lapinová   | 2 h 35 min 6 s  | Yulia Surikova           | 2 h 40 min 55 s |
| 2015  | Margarita Fullana | 1 h 53 min 11 s | Louise Fox          | 1 h 55 min 19 s | Yolanda Magallon Vallejo | 1 h 57 min 50 s |

## Lieux des épreuves et tableau des médailles
| Édition      | Lieu            | Pays     | CàP1    | VTT     | CàP2    |
| ------------ | --------------- | -------- | ------- | ------- | ------- |
| 2024         | Coimbra         | Portugal |         |         |         |
| 2023         | Riva del Garda  | Italie   |         |         |         |
| 2022         | Bilbao          | Espagne  |         |         |         |
| 2021         | Andalo          | Italie   |         |         |         |
| 2019         | Târgu Mureș     | Roumanie | 8,25 km | 28 km   | 2,75 km |
| 2018         | Ibiza           | Espagne  | 8 km    | 25 km   | 4 km    |
| 2016 et 2017 | Târgu Mureș     | Roumanie | 8,25 km | 28 km   | 2,75 km |
| 2015         | Castro Urdiales | Espagne  | 6 km    | 22,5 km | 3 km    |

| Rang | Nation      | Médaille d'or | Médaille d'argent | Médaille de bronze | Total |
| ---- | ----------- | ------------- | ----------------- | ------------------ | ----- |
| 1    | Espagne     | 4             | 4                 | 2                  | 10    |
| 2    | Belgique    | 4             | 1                 | 4                  | 9     |
| 3    | France      | 4             | 1                 |                    | 5     |
| 4    | Italie      | 2             | 3                 | 3                  | 8     |
| 5    | Pays-Bas    | 1             | 1                 | 2                  | 4     |
| 5    | Slovaquie   | 1             | 1                 | 2                  | 4     |
| 7    | Allemagne   | 1             | 1                 |                    | 2     |
| 7    | Suisse      | 1             | 1                 |                    | 2     |
| 9    | Russie      |               | 3                 | 2                  | 5     |
| 10   | Autriche    |               | 1                 | 1                  | 2     |
| 11   | Royaume-Uni |               | 1                 |                    | 1     |
| 12   | Danemark    |               |                   | 1                  | 1     |
| 12   | Roumanie    |               |                   | 1                  | 1     |